# Sympetrum risi
Sympetrum risi is een libellensoort uit de familie van de korenbouten (Libellulidae), onderorde echte libellen (Anisoptera).
De wetenschappelijke naam Sympetrum risi is voor het eerst geldig gepubliceerd in 1914 door Bartenev.